# Lifloden
Lifloden (漓江; Líjiāng) är en flod i Guangxiprovinsen i södra Kina. Lifloden bildas där Lingqukanalen sammanflödar med Liudongfloden och rinner söder ut genom Guilin och Yangshuo. Vid Pingle i Guangxi sammanflödar den med Lipufloden och Gongchengfloden och övergår i Guifloden.
Lifloden är känd för sin natursköna omgivning och är ett populärt turistmål för båtfärder. Längs Lifloden finns bland annat Elefantsnabelberget i Guilin och sockertoppsbergen (karsttoppar) i Yangshuo. Det är Lifloden norr om Yangshuo som är avbildad på den kinesiska 20 RMB-sedeln.

## Galleri

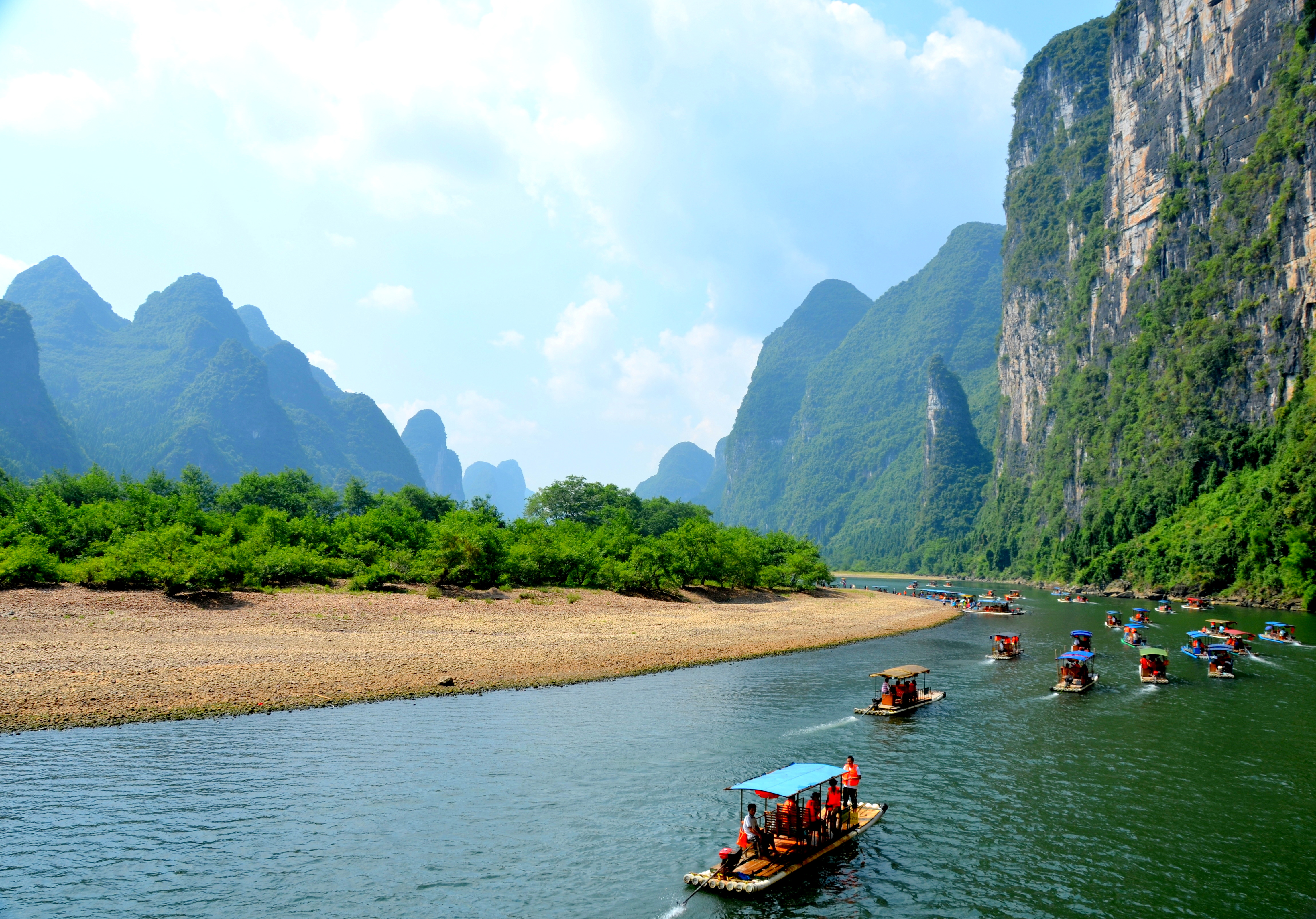
Lifloden norr om Yangshuo.
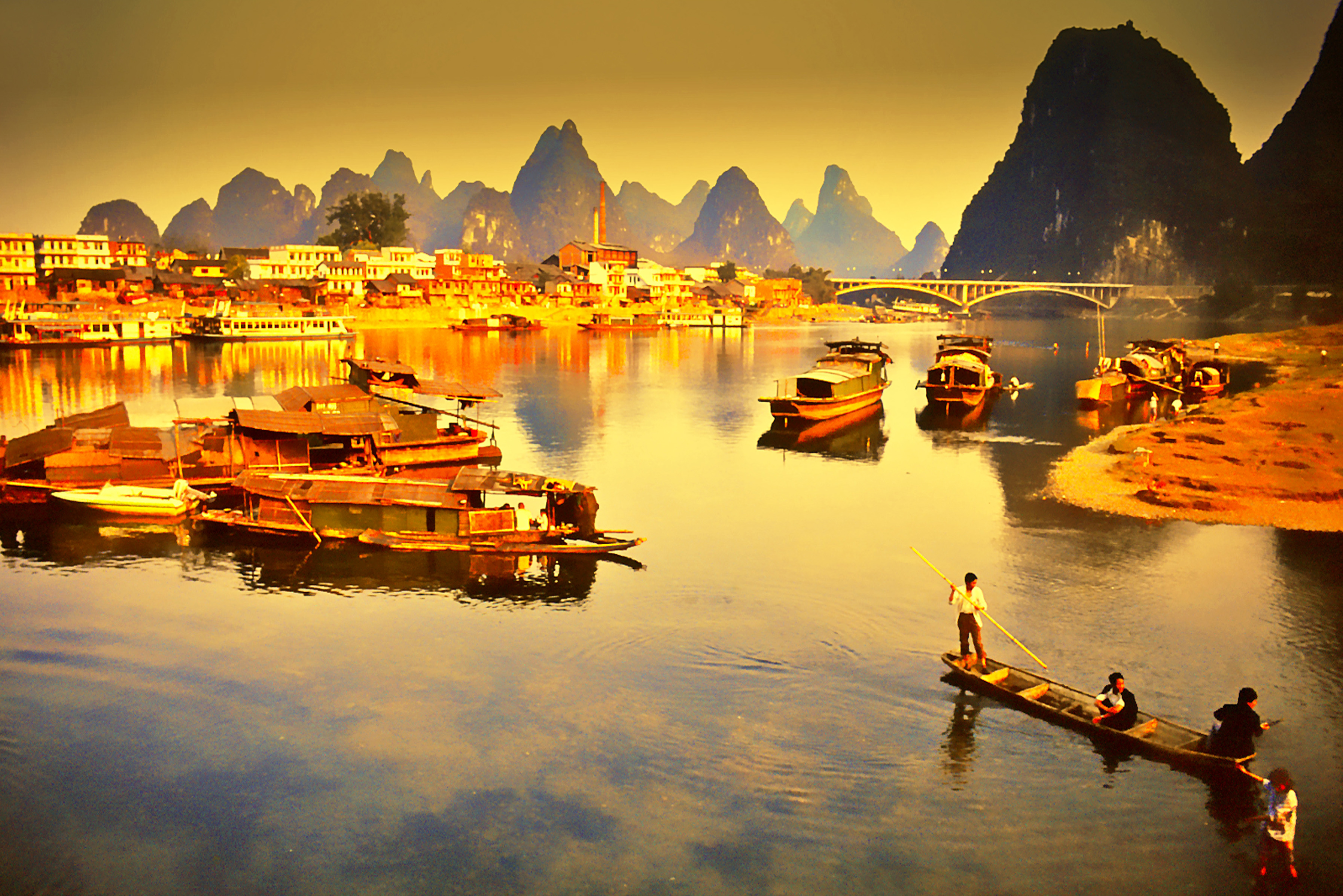
Lifloden vid Guilin.
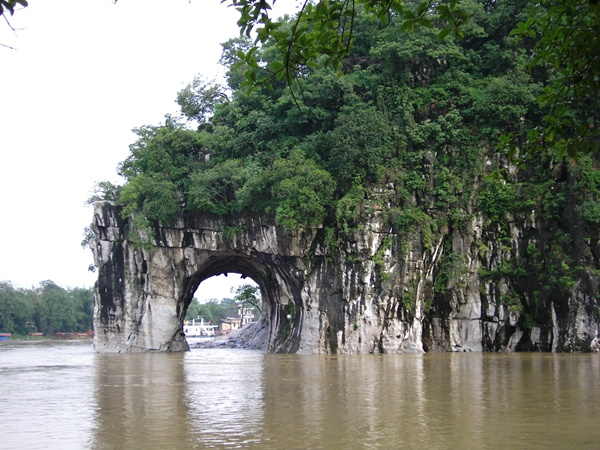
Elefantsnabelberget vid Lifloden i Guilin.